# Escales 2000
Escales 2000 est une anthologie de douze nouvelles de science-fiction réunies par Jean-Claude Dunyach et publiée en août 1999.  

## Publication
Escales 2000  a été publié en France en 1999 aux éditions Fleuve noir.

## Partie littéraire (nouvelles)
- Fabrice Colin : Fin de transmission
- Sylvie Denis : La Nuit des grenouilles
- Thomas Day : La mécanique des profondeurs
- Francis Valéry : L'Île au bord du monde, Chroniques du Troisième Âge
- Jean-Louis Trudel : L'Arche de tous les temps
- David Calvo : La Mer des Sargasses
- Marie-Pierre Najman : Les Points de Vue d'Europe
- Claire et Robert Belmas : Les Clans du Delta
- Laurent Genefort : T'ien-Keou
- Yves Meynard : Soldats de sucre
- Joëlle Wintrebert : Imago
- Johan Heliot : Frères de larmes

## Partie éditoriale
- Introduction : « Science-fiction : une littérature de métamorphose ? » par Jean-Claude Dunyach
- Dictionnaire des auteurs
- Petit vade-mecum à l'usage des curieux
- À vos plumes !

## Autres anthologies similaires
Cette anthologie a été précédée et suivie de :
- Escales sur l'horizon (ou Escales 1 - 1998)
- Escales 2001 (ou Escales 3, 672 pages, 19 nouvelles réunies par Sylvie Denis)
- La quatrième anthologie, Escales 4 (14 nouvelles réunies par André-François Ruaud), qui devait sortir en 2002, n'est pas parue en raison d'une décision de la nouvelle direction de l'éditeur Fleuve Noir.